# 第13傘降龍騎兵團
第13傘降龍騎兵團（簡稱：13e RDP）是法國陸軍的一個特種偵察團，目前是法國陸軍特種部隊司令部傘下的三支團級部隊之一，總部位於雅勒河畔馬蒂尼亞。
該部隊的歷史最早可追溯到1676年成立的一個龍騎兵團，並於1791年法國騎兵重組期間被改名為“第13龍騎兵團”。後來它在1936年被改為一個裝甲兵團，以及在1952年演變成一支具備空降能力的偵察部隊。

## 編成與改名
就像許多17—18世紀的歐洲軍團一樣，該部隊經常因指揮官或贊助人的改變而更名。
- 1676年10月4日：以“巴爾貝齊埃龍騎”（Dragoon de Barbezières）的名字在朗格多克成立。
- 1714年：改名為“戈斯布萊德龍騎兵”（Dragoon de Goesbriand）。
- 1724年12月12日：改名為“孔德龍騎兵”（Dragoon de Condé）。
- 1744年：改名為“巴蒂拉特龍騎兵”（Dragoon de Bartillat）。
- 1774年：分別在同年改名為“普羅旺斯龍騎兵”（Dragoon Comte-de-Provence）和“先生的龍騎兵”（Dragoon de Monsieur）。
- 1791年：改名為“第13龍騎兵團”。
- 1815年：在拿破崙戰爭後遭到解散。
- 1855年：一個龍騎兵軍團以“皇后的龍騎兵”之名重新成立。
- 1870年：重新命名為“第13龍騎兵團”。
- 1936年：改編為裝甲軍團。
- 1940年：在損失90%兵力後解散。
- 1944年：再度成立。
- 1946年：二戰後解散。
- 1952年：以“第13傘降龍騎兵團”之名復活。

## 二戰後的歷史
在二戰過後的1952年，第13傘降龍騎兵團得以成立，並經歷了多次變革。
從此該部隊作為一個長距離偵察單位運作，在冷戰期間負責向陸軍第1軍提供情報支援。
冷戰結束後，第1海軍陸戰傘降團成為一支直接行動部隊，而第13傘降龍騎兵團則負責在敵方領土上執行偵察及監視任務，並為特種作戰提供所需的情報。
該部隊先後參與了海灣戰爭、科索沃戰爭和2001年阿富汗戰爭。
由於擅長特種偵察，第13傘降龍騎兵團經常接受法軍其他部隊在相關領域上的委托，還會訓練國家憲兵干預組（GIGN）在人質救援行動方面的前線偵察技巧。法國對外安全總局的行動部也時常在該部隊招募人員。
第13傘降龍騎兵團最初從屬陸軍的BGRE部門，現在則成為法國特種作戰司令部的一部份。

## 編制
第13傘降龍騎兵團目前由7個中隊組成：
- 4支搜索或情報中隊

- 1支長距離通訊中隊

- 1支開發中隊

- 1支訓練中隊

## 已知裝備

### 個人武器

#### 突擊步槍／戰鬥步槍
| 武器名稱  | 原產地 | 備註   |
| --------- | ------ | ------ |
| FAMAS F1  | 法國   | 已退役 |
| HK416     | 德国   | -      |
| HK G36C   | 德国   | -      |
| FN SCAR L | 比利时 | -      |

#### 狙擊步槍
| 武器名稱      | 原產地 | 備註       |
| ------------- | ------ | ---------- |
| PGM Hecate II | 法國   | 反器材步槍 |
| HK417         | 德国   | -          |

#### 衝鋒槍
| 武器名稱   | 原產地 | 備註 |
| ---------- | ------ | ---- |
| HK MP5系列 | 德国   | -    |

#### 輕機槍
| 武器名稱  | 原產地 | 備註 |
| --------- | ------ | ---- |
| FN Minimi | 比利时 | -    |

#### 手槍
| 武器名稱 | 原產地 | 備註 |
| -------- | ------ | ---- |
| HK USP9  | 德国   | -    |
| 克拉克17 | 奥地利 | -    |

#### 榴彈發射器
| 武器名稱 | 原產地 | 備註 |
| -------- | ------ | ---- |
| HK AG36  | 德国   | -    |

### 個人裝備
- 作戰服
  -  CCE迷彩（英语：Camouflage Central-Europe）服
  -  Crye Precision G2／G3作戰服（Multicam樣式）
- 巴拉克拉瓦頭套
- 攜板背心
- 防彈盔
  -  Ops-Core FAST Ballistic
  -  Ops-Core FAST XP High Cut
- 抗噪耳機
  -  3M Peltor Comtac XPI
- 夜視儀
- 軍靴
- 戰鬥手套
- 快拔槍套
- 通信設備
- 手榴彈